# رون هاتشر
رون هاتشر (بالإنجليزية: Ron Hatcher)‏ هو لاعب كرة قدم أمريكية أمريكي، ولد في 3 يوليو 1939 في بيتسبرغ في الولايات المتحدة.

## وصلات خارجية
- رون هاتشر على موقع مرجع كرة القدم المحترفة.كوم (الإنجليزية)